# Tsukasa Ozawa
Tsukasa Ozawa (小澤 司 Ozawa Tsukasa?), född 8 maj 1988 i Kanagawa prefektur, är en japansk fotbollsspelare.
Ozawa började sin karriär 2011 i Mito HollyHock. Han spelade 127 ligamatcher för klubben. Efter Mito HollyHock spelade han för Suzuka Unlimited FC och FC Imabari.